# Tét
Tét – miasto na Węgrzech, w komitacie Győr-Moson-Sopron, siedziba władz powiatu Tét.